# Хапалемур
Хапалемурът (Prolemur simus) е вид бозайник от семейство Лемурови (Lemuridae), единствен представител на род Prolemur. Видът е критично застрашен от изчезване.

## Разпространение и местообитание
Разпространен е в Мадагаскар.